# Conca carbonífera de Mequinensa
La conca carbonífera de Mequinensa està situada a la zona centre-oriental de la Depressió de l'Ebre a la localitat homònima de Mequinensa (Saragossa, Aragó). La zona ha estat vinculada a diferents períodes històrics d'extracció de carbó, concretament de lignits que han estat transportats mitjançant el riu Ebre en unes embarcacions típiques de la zona denominades llauts.

## Context geogràfic

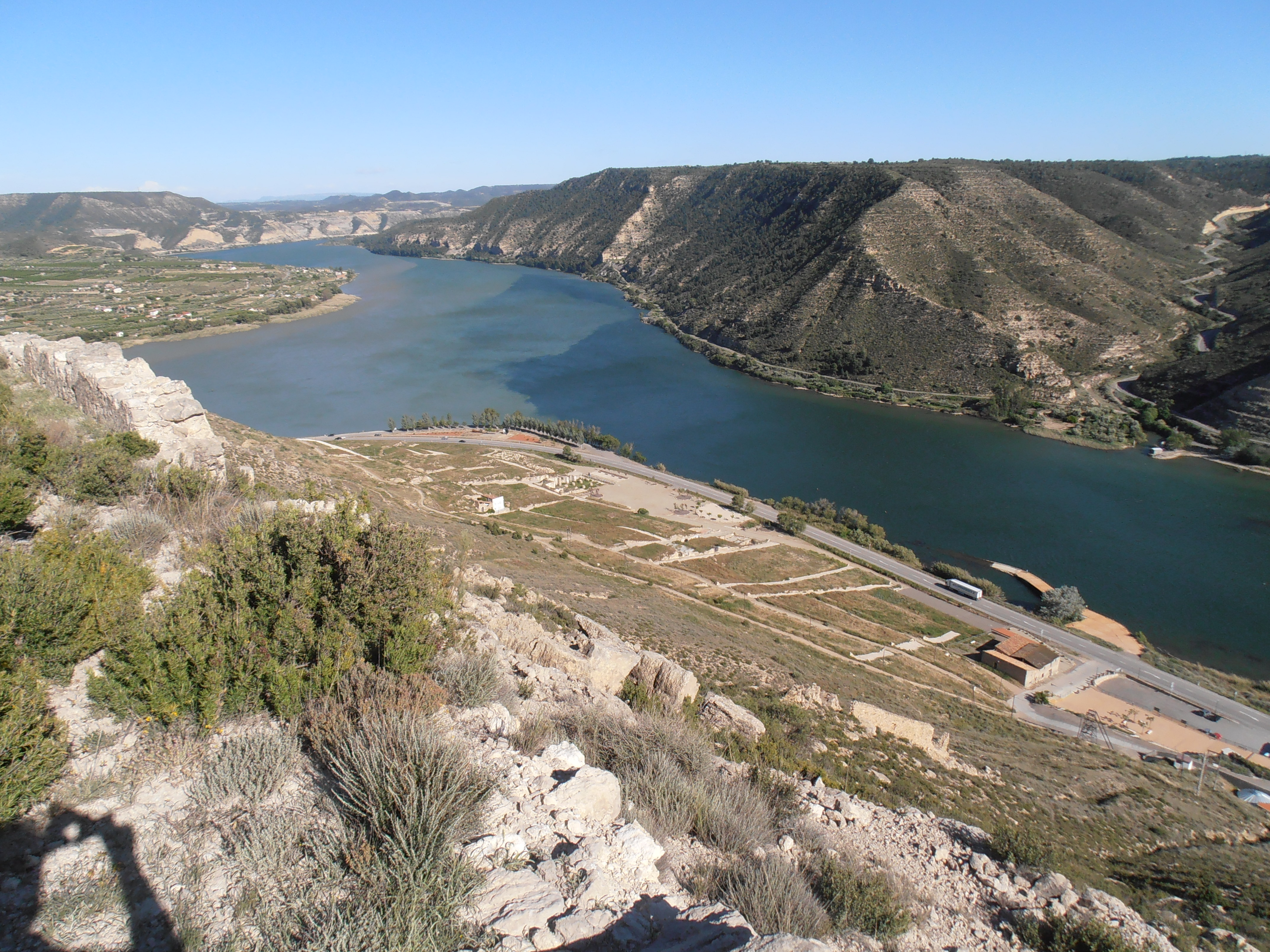
Aiguabarreig a Mequinensa.

Ocupa territoris que transiten per la frontera d'Aragó i Catalunya, en el triangle que conformen les províncies de Saragossa, Osca i Lleida. La conca es desenvolupa de nord a sud al llarg de 25 quilòmetres aproximadament per uns 20 quilòmetres de continuïtat lateral, comprenent una superfície de més de 500 quilòmetres quadrats i és una de les conques mineres més importants d'Aragó per la seva dimensió i volum significatiu. Geogràficament, pertanyen a aquesta conca una desena de poblacions encara que la majoria de les explotacions mineres s'han concentrat a Mequinensa i Faió (a la província de Saragossa) i la Granja d'Escarp i Almatret (a la província de Lleida).
La presència de cursos fluvials a la zona (amb els rius Ebre, Segre i Cinca) que travessen la zona, han dotat a la conca d'un relleu suau amb barrancs amb forts pendents. Entre les províncies d'Osca i Lleida es forma un primer Aiguabarreig amb els rius Segre i Cinca, que porten les seves aportacions fluvials fins a la localitat de Mequinensa amb un altre gran i acolorit Aiguabarreig es fonen les aigües dels tres rius cap a la Mediterrània. La zona es concreta amb l'aportació del Matarranya, afluent de l'Ebre a l'altura de Faió.

## Geologia

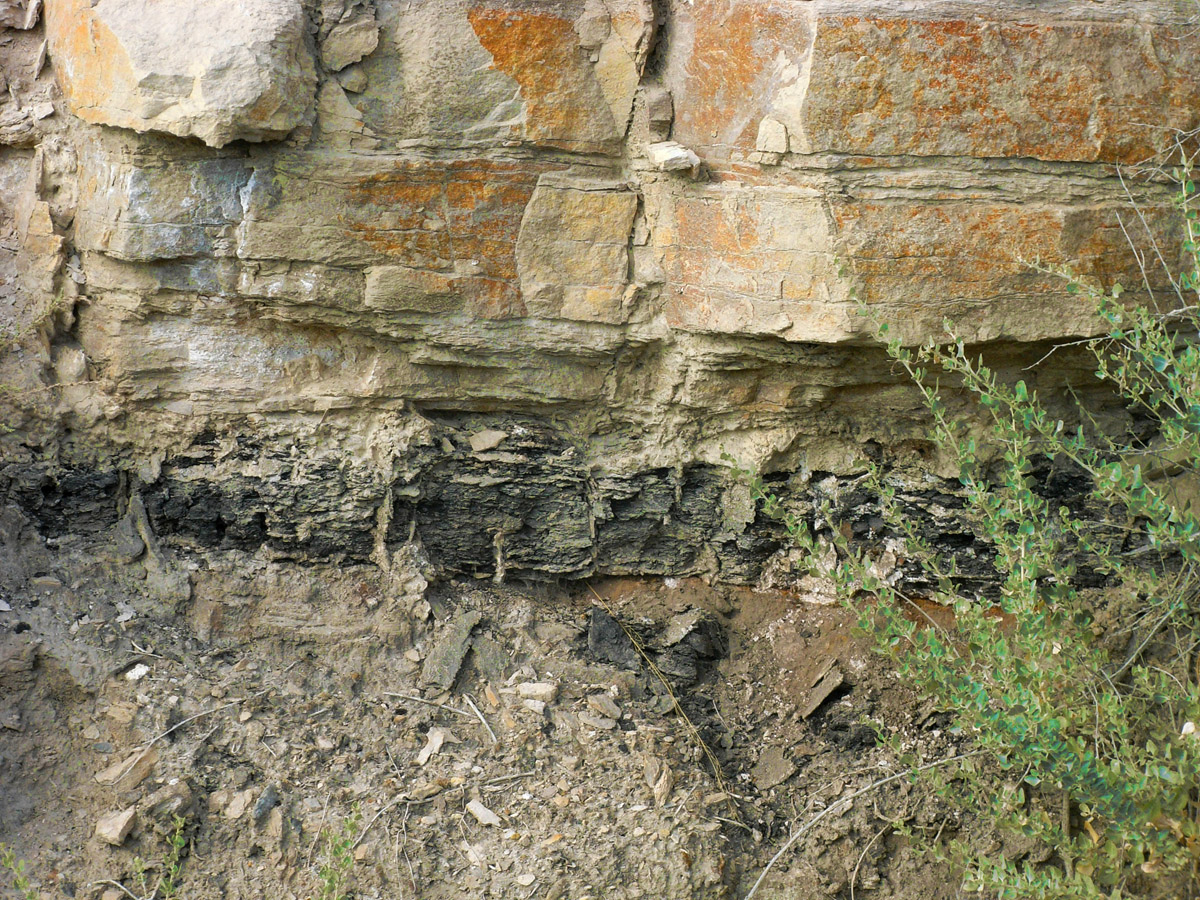
Aflorament de lignit a Mequinensa.

L'origen d'aquesta formació tancada es remunta a l'Eocè superior moment en què la conca de l'Ebre perd el seu caràcter marí i es converteix en una zona de naturalesa endorreica que permet l'aparició de les successives etapes lacustres i al·luvials. Els materials tericiaris preeminents en el mapa geològic es basen en l'acumulació de dipòsits continentals que van cobrir la zona oriental de la depressió de l'Ebre entre l'Eocè superior i el Miocè inferior, i una part d'aquests van acabar constituint els dipòsits de lignit.
El fet que sigui una conca de caràcter endorreic, sense connexió marítima, va permetre que les aportacions sedimentàries procedents de les muntanyes que envoltaven la conca tanquessin la part central i va derivar en la formació d'extensos llacs tancats. L'origen és necessari inscriure-ho en un context general on la conca de l'Ebre adquireix un caràcter subsidiari on les serres dirigeixen les seves estructures cap al centre, impedint qualsevol tipus d'influència marina.

La major part dels materials van quedar dipositats al centre de la conca, encara que esporàdicament alguns sediments es van situar als marges. D'aquesta manera es va formar un gran llac amb sedimentació carbonatada que posteriorment seria cobert pels sistemes al·luvials. Durant aquest interland existent fins al Miocè inferior, l'avanç i la retracció dels diversos sistemes es va anar alternant, creant etapes de predomini lacustre amb reactivació de sistemes al·luvials. Aquestes variacions es van produir al Miocè inferior sense variacions significatives fins al Pliocè, moment en què l'Ebre es confirgura com una xarxa fluvial d'aportació al Mediterrani. En les seves majors etapes, les zones lacustres van arribar a ocupar 2.000 quilòmetres quadrats mentre que en etapes de retracció l'extensió es va reduir a diversos centenars de quilòmetres.

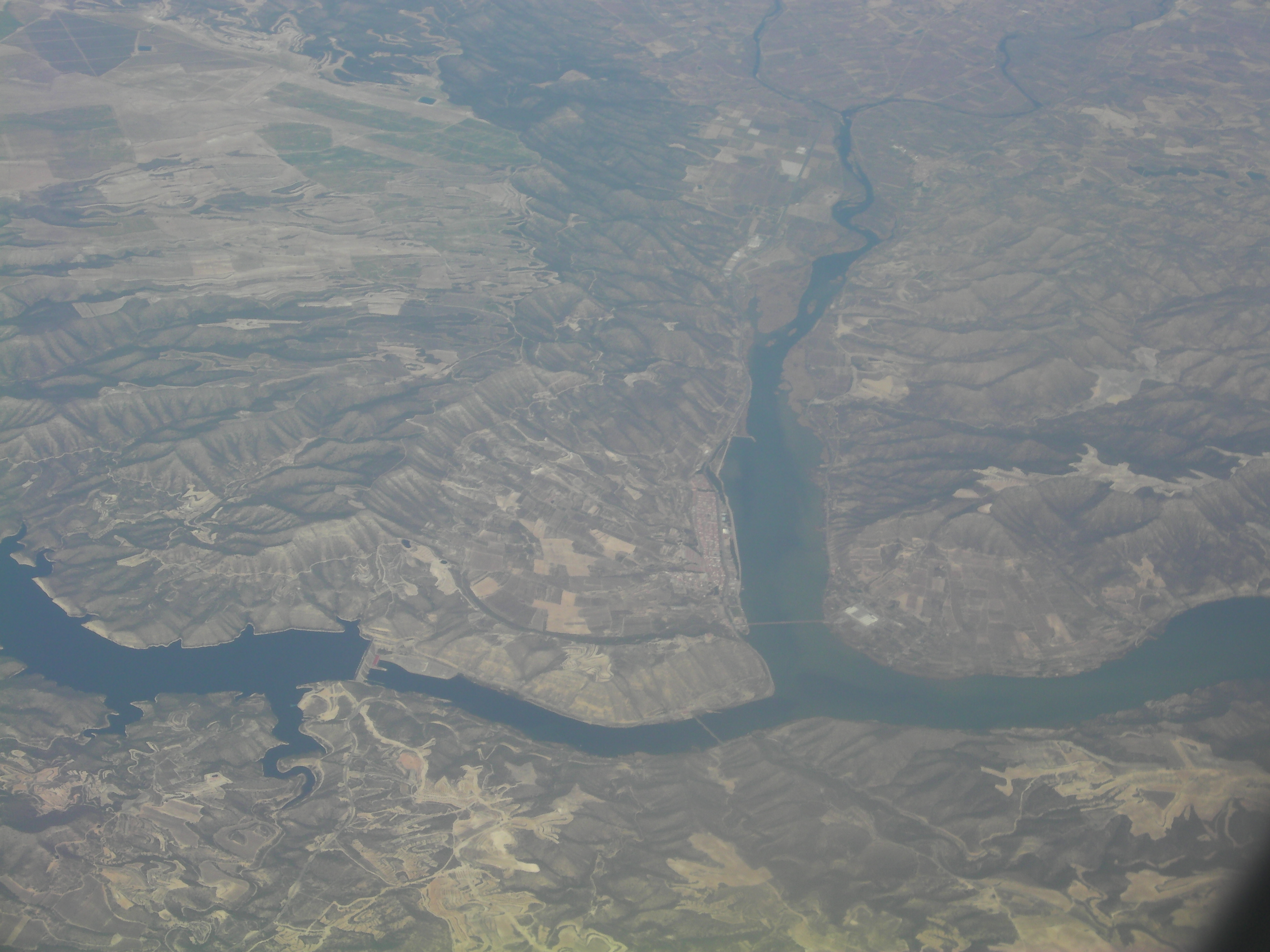
Vista aèria de la confluència dels rius Ebre, Segre i Cinca a Mequinensa.

## Història de l'explotació minera de la conca

### Inicis de la mineria
El primer ús històric documentat a Mequinensa va ser com a element suntuari de prestigi en els aixovars funeraris de les tombes neolítiques del Barranc de la Vallfera, on es van localitzar petits discos de collaret fets amb lignits de la zona.

### Primers intents d'explotació
Carles III va donar suport a la creació de fàbriques de vidre a la península Ibèrica amb tècnics i operaris francesos que ensenyaven als espanyols. Es té constància de l'existència d'una d'aquestes fàbriques al municipi de La Granja d'Escarp que empleaven els lignits per als seus forns. Posteriorment seria destruïda per les tropes napoleòniques en el transcurs del setge de Mequinensa al 1810 durant la Guerra del Francès.
La història de la mineria del carbó a la conca de Mequinensa es va iniciar de manera significativa quan Enrico Misley (conegut a Espanya com Juan Enrique Misley) va editar la memòria del que seria l'"Empresa de Transports de Saragossa a Barcelona per l'Ebre i el Mar amb vaixells de vapor." El 1842 es va constituir com a societat anònima domiciliada a Barcelona amb un capital de tres milions de reials de velló, dividits en 3.000 accions. El 1844 es va documentar l'explotació de la mina Esperanza i de les mines Redención, Lealtad, Confianza, Amistad, Santa Cruz, Bellavista, Perseveranza i Anunciada, concessions situades a l'esquerra del Segre i de l'Ebre. El projecte de navegació de Misley no s'arribaria a portar a terme, encara que va suposar un punt de partida per a l'extracció dels lignits de Mequinensa.
Amb l'arribada a la zona d'Ignasi Girona, fundador de "Mines de la Granja de Escarpe" es va iniciar l'explotació de la mina Guadalupe al terme de la Granja d'Escarp que proporcionava combustible per a una moderna fàbrica de ciment que es va inaugurar el 1879. Aquesta indústria, assentada sobre l'antiga fàbrica de vidre, va produir grans beneficis i va arribar a incorporar un embarcador a peu del riu Segre des del qual els llaüts carregaven els sacs de ciment cap a Mequinensa, Torrent de Cinca, Massalcoreig i Seròs. El transport fluvial era l'única manera de fer rendible l'explotació en una zona on les carreteres eren pràcticament inexistents. En 1876 hi treballaven 55 operaris i en 1880 es van aconseguir les 700 tones de ciment hidràulic, amb una producció al voltant de set tones diàries.

### Carbonífera del Ebro
El 1880 es va fundar la societat anònima Carbonífera del Ebro, que es va convertir en l'empresa més important de la conca de Mequinensa. Abans d'iniciar l'explotació de les mines, la major de les quals era La Canota, al terme de Serós, va caldre emprendre obres importants com els quatre quilòmetres de via fèrria que comunicava l'explotació amb el moll de l'Ebre i que en 1887 va caldre modificar ja que tenia un pendent massa pronunciat. També es va dotar d'una flota de llaüts per proveir la demanda de transport; el 1923 Carbonífera en tenia 23. En 1907 els germans Girona van entrar a formar part del consell d'administració de l'empresa i l'any següent es van convertir en els principals accionistes. És llavors quan s'unifiquen les explotacions de la Granja d'Escarp, Serós i Almatret, i s'afegeix la mina Virgen del Pilar, al terme municipal de Mequinensa.
En la mina Virgen del Pilar es van aixecar uns imponents edificis indispensables per a l'explotació moderna, amb magatzems i edificis per a la colònia minera. Destaquen el bloc de cases per als treballadors, de tres plantes i més de 100 metres de llarg, amb 35 habitatges habilitant una zona destinada a habitacions per a miners solters i zones comunitàries amb menjador i cuina. A la casa de l'administració, també de tres plantes, s'allotjaven els propietaris, l'administrador i el gerent de la companyia. També es va construir l'edifici de la cantina, el magatzem, la fusteria i el magatzem de carbó, aquest al costat del moll de l'Ebre. Un pas subterrani de més de dos quilòmetres comunicava els dos complexos miners: La Canota i Virgen del Pilar. Tant els edificis com els sistemes d'explotació són obra de l'enginyer de mines Daniel Cardellach Masfarré.

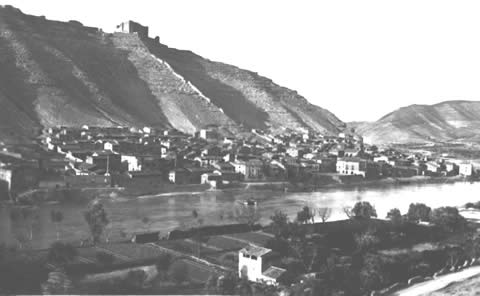
Poble Vell de Mequinensa.

La important modernització va possibilitar a Carbonífera aprofitar al màxim la conjuntura favorable dels anys de la Primera Guerra Mundial i acumular suficient capital per iniciar una segona modernització els anys 1924 i 1925. En aquest moment es va introduir l'aire comprimit i l'electricitat a la mina -que va permetre la ventilació i, per tant, augmentar la capacitat d'explotació- alhora que es va engegar el garbellat mecànic. A les colònies de Carbonífera, Virgen del Pilar, La Canota i Granja de Escarp, es van afegir altres colònies menors, com Previsió, Andresita (pertanyent a la Societat Electroquímica de Flix), Mina Vallcarca i Cloratita que el 1945 van arribar a acollir més de 900 persones.
El devessall de població en la conca minera de Mequinensa va fer augmentar les colònies mineres i també va fer créixer tots els pobles propers. El creixement sobretot va tenir lloc a Mequinensa, si bé el poble no va augmentar l'extensió urbana. Quan la població nouvinguda ja no cabia a les habitacions de lloguer, es va allotjar en corrals, barraques i tot tipus d'espais improvisats. En 20 anys, de 1900 a 1920, el poble va passar de 2.400 habitants a 4.200. Una allau que es va tornar a repetir als anys quaranta. Les estadístiques són poc precises, però en 1945 l'enginyer en cap del districte de Saragossa afirmava que la població minera, entre obrers i familiars, era de 4.132 persones, resultat de comptabilitzar les cartilles dels sis economats miners de Mequinensa i de les colònies mineres de Virgen del Pilar, Previsió i Andresita. Mequinensa es va convertir en una població minera per excel·lència, on van arribar miners aragonesos (d'Andorra, Utrillas, Montalbán, Alcorisa o Aliaga) i també d'Astúries, Andalusia, Múrcia i Galícia. La mineria va transformar la comunitat local i va modificar l'activitat econòmica tradicional, basada en una agricultura de secà perquè com en altres zones mineres es va generalitzar la figura del miner-agricultor que compaginava els treballs de la mina amb el treball al camp.

### Els llauts i el carbó
Si a mitjan segle xix el projecte de navegar amb vapor per l'Ebre no va passar de ser un somni, al començament del segle xx l'escàs calat del riu va impedir que l'invent que els alemanys de l'Electroquímica de Flix havien ideat en 1902 -un remolcador de pales a vapor- i el de la Carbonífera del Ebro poguessin utilitzar-se de forma industrial. Els austers i eficaços llauts van ser insubstituïbles; discrets però adaptats i en completa simbiosi amb el riu, eren capaços de transportar fins a 30 tones de lignit en un espai de vuit metres de llarg. Construïts amb fustes nobles, els llauts aprofitaven el corrent del riu per fer el viatge cap al sud, i quan calia tornar a Mequinensa aprofitaven, si podien, el vent favorable estenent les veles quadrades que maniobrava el patró.
Quan no bufava prou elvent o bé era contrari, els llauts havien de pujar a sirga, és a dir, estirant d'ells des de la riba, fins a la destinació final. Fins a 1914 la sirga la feien tres peons per cada llaüt que es rellevaven cada hora i mitja o dues hores. Carbonífera del Ebro va realitzar va intentar incorporar vaixells de vapor amb casc de ferro, com el "Carbonífero núm.1" botat a les drassanes de Seta a França que arribava als 20 metres d'eslora i els 0.8 metres de calat. El primer viatge realitzat, de Tortosa a Mequinensa, va deixar clar que no resultava útil i al novembre del mateix any la companyia el va vendre a un particular per al seu ús en el transport de passatgers i càrrega entre Tortosa i Mora d'Ebre. A partir de la Primera Guerra Mundial, i com a conseqüència de la forta demanda de consum de carbó, la Societat Electroquímica de Flix (SEQF), que necessitava grans quantitats de carbó de la conca per produir energia en els seus forns, va suprimir la força humana i la va canviar per la tracció animal.
També van construir molls i grues Hermanos de Fermín Sáez i la Companyia Explotadora de la Mina Previsió SAM, filial de l'empresa tèxtil Fabra i Coats, que des de 1915 explotava carbó de Mequinensa per subministrar a les seves fàbriques, tant la de Barcelona com la del Ter. Durant els anys de la Primera Guerra Mundial es van comptabilitzar, en l'estació de Fayón, 2.070.000 tones de lignit procedents de nou mines de la zona i que corresponen a una mitjana de 400.000 tones anuals. Van ser anys d'intensa activitat extractiva, de fundació d'empreses i de somnis de ferrocarril com el que impulsaven els germans Girona i que pretenia unir l'estació de Faió amb Lleida, passant evidentment per Mequinensa, i que tenia el suport de totes les empreses mineres de l'Ebre però també de la gran Societat Electroquímica de Flix i la filial de la Fabra i Coats, així com de tots els propietaris de la zona, que veien molt positiu l'enllaç que també preveia una línia de Móra d'Ebre a Sant Carles de la Ràpita passant per Tortosa. Aquest va ser, un dels grans projectes ferroviaris que mai es va arribar a materialitzar.
A la dècada dels 50, els miners de Mequinensa van veure amenaçats els seus llocs de treball en part per la construcció dels embassaments de Mequinensa i Riba-roja que inundarien les galeries mineres i les farien impracticables. Una vintena de miners mequinensanos van provar sort a les mines de Charleroi (Bèlgica), ja que el govern belga donava tota classe de facilitats per al viatge.
El 2010 tancava MIBSA (Minera del Baix Segre) que compartia explotacions carboníferes al límit entre la província de Lleida i Mequinensa. Aquesta companyia comptava en aquell moment amb més de 130 quilòmetres de galeries en les seves concessions. En 2013, Carbonífera del Ebro va sofrir un seriós revés econòmic davant la negativa d'ENDESA de cremar el carbó autòcton de Mequinensa a la central tèrmica de Escucha a Terol, que tancava poc després, deixant en l'aire el futur de Carbonífera del Ebro i de totes les ocupacions directes e indirectes associades a l'empresa a Mequinensa. La plantilla de l'empresa minera va emprendre diverses mobilitzacions participant activament en la Marxa negra cap a Madrid recordant amb orgull "que des de 1880 havien alimentat les fàbriques de Barcelona i Saragossa". També van arribar a tancar-se en la Basílica del Pilar de Saragossa com a protesta, reivindicant "falta de voluntat" d'ENDESA per solucionar el conflicte. Després de mesos d'espera fins al 2014, Carbonífera del Ebro va anunciar que la situació era insostenible i tancava les seves portes acollint-se al Pla de Tancament de Mines No Competitives del Ministerio de Indústria. Els 33 treballadors que encara romanien en l'empresa es van acollir a un expedient de regulació d'ocupació. Tancava per tant, la major empresa minera de la conca carbonífera de Mequinensa els inicis de la qual es remuntaven a 1880.

## Patrimoni industrial miner a la zona

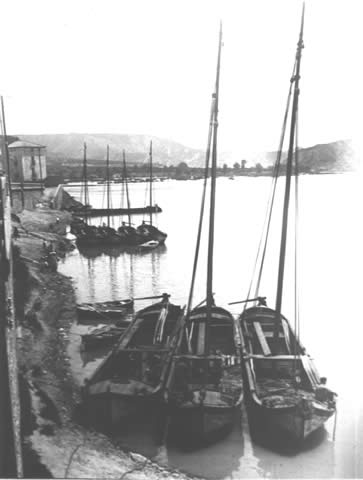
Llauts al Poble Vell de Mequinensa.

Més de 150 anys d'explotacions mineres en la conca minera de Mequinensa han resultat en una gran quantitat de patrimoni i història minera que en l'actualitat es poden visitar i recórrer al Museu de la Mina de Mequinensa. A la conca carbonífera de Mequinensa van arribar a treballar més de 200 explotacions mineres. Algunes d'elles estaven allunyades dels nuclis urbans i sense vies de comuncació, per la qual cosa es van construir poblats miners on solien viure les famílies completes o els treballadors. L'empresa Carbonífera del Ebro va edificar un important allotjament de tres plantes d'estil d'entreguerres situat a la mina Virgen del Pilar. L'edifici principal comptava amb tres plantes amb una longitud de 65 metres i al costat d'ell un altre més petit destinat a oficines i residència d'enginyers. Aquest poblat acollia a treballadors vinguts de poblacions properes com Faió, Nonasp, Casp, la Comarca del Baix Cinca o fins i tot Sástago.
Les males comunicacions per terra de les zones mineres amb els punts de consum van obligar a utilitzar l'Ebre com a mitjà principal de transport, mitjançant embarcacions de càrrega conegudes com a llaüts, que descendien carregades a favor del corrent i ascendien buides remolcades per mules que seguien el camí de sirga en la riba. La destinació de les embarcacions era Faió on el lignit es trasbordaba al ferrocarril, encara que una part d'elles continuaven aigües avall fins a l'empresa Electro-Química de Flix, que també utilitzava aquest carbó.
Cal assenyalar l'existència de diferents restes industrials en la gran quantitat de mines que hi ha en el terme municipal de Mequinensa com bocaminas, cabrestants, poblats miners o vies fèrries.
L'escriptor mequinensà Jesús Moncada va incorporar a la literatura els espais miners de la conca de Mequinensa, especialment en la seva novel·la "Camí de Sirga", novel·la que narra la destrucció de l'antiga Mequinensa, i que el va consagrar com un dels millors escriptors contemporanis. Ningú com Jesús Moncada ha descrit el camí de sirga i l'extraordinària relació de la gent de la ribera amb l'Ebre en general i en particular dels mequinensans amb els seus rius.
La prova esportiva de triatló que es realitza anualment a Mequinensa, rep el nom d'II Half Triatló Vila de Mequinensa Tri-La Mina i les seves proves esportives recorren paisatges purament miners al costat del Aiguabarreig en Mequinensa. L'alberg municipal de la localitat, situat vora els Museus de Mequinensa, porta en nom de Alberg "Camí de Sirga".

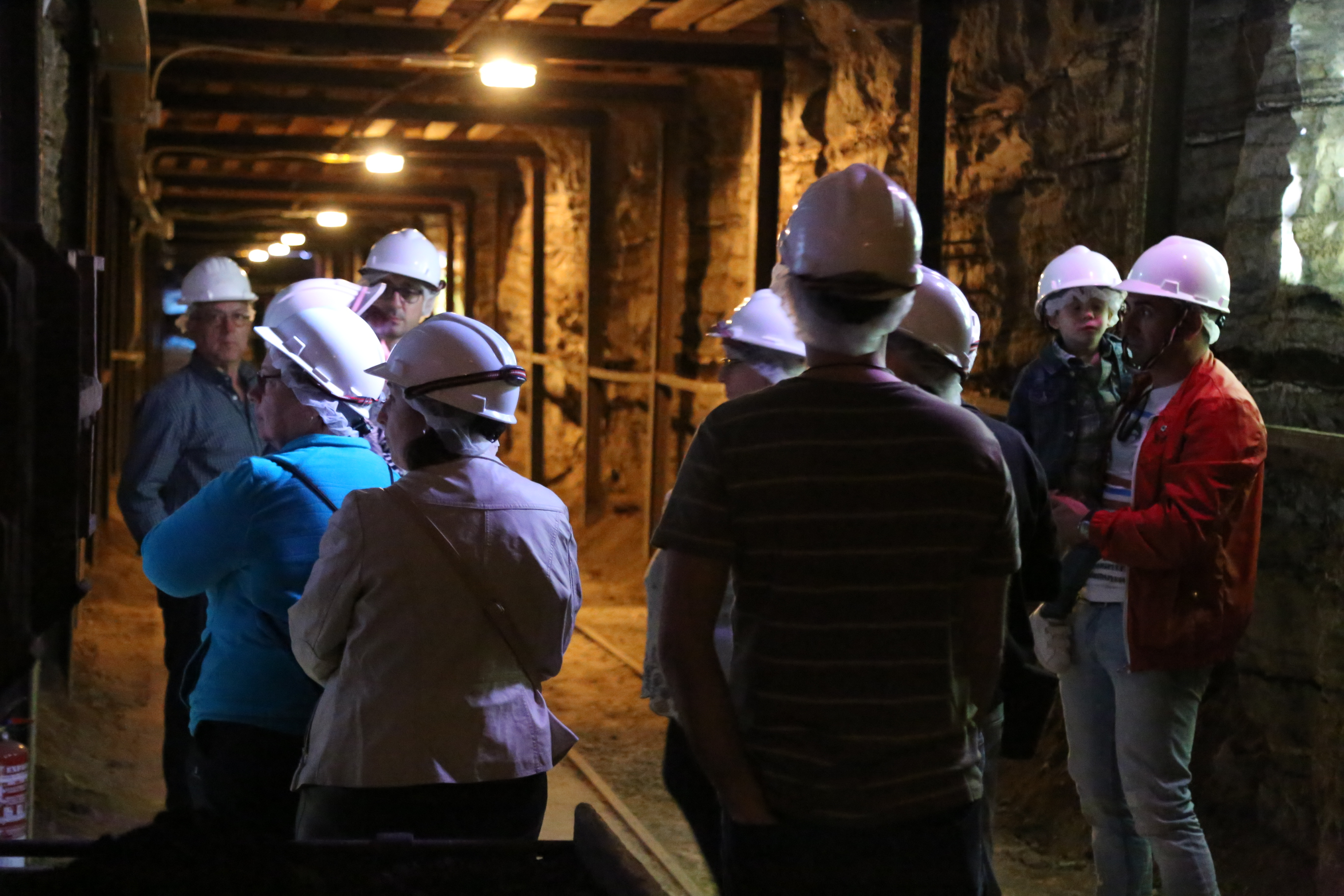
Visita a l'interior del Museu de la Mina de Mequinensa.

### Museu de la Mina de Mequinensa
El museu forma part dels Museus de Mequinensa, situat al Grup Escolar María Quintana, un dels pocs edificis del Poble Vell que encara queda en peus. Estan formats pel Museu de la Mina, el Museu d'Història de Mequinensa i el Museu del Passat Prehistòric. El Museu de la Mina permet recórrer una galeria de carbó de més de 1.000 metres de longitud en les quals s'expliquen els diferents mètodes d'extracció del carbó durant més de 150 anys a Mequinensa. Una experiència que submergeix al visitant en la dura vida dels miners, en les seves condicions de treball i en els diferents mètodes d'extracció i de transport mitjançant llauts.
El Museu de la Mina conserva encara com a testimoni el castillet miner de la Mina Royo, una de les poques mines que tenia pous verticals de tota la conca carbonífera de Mequinensa.

## Bibliografia

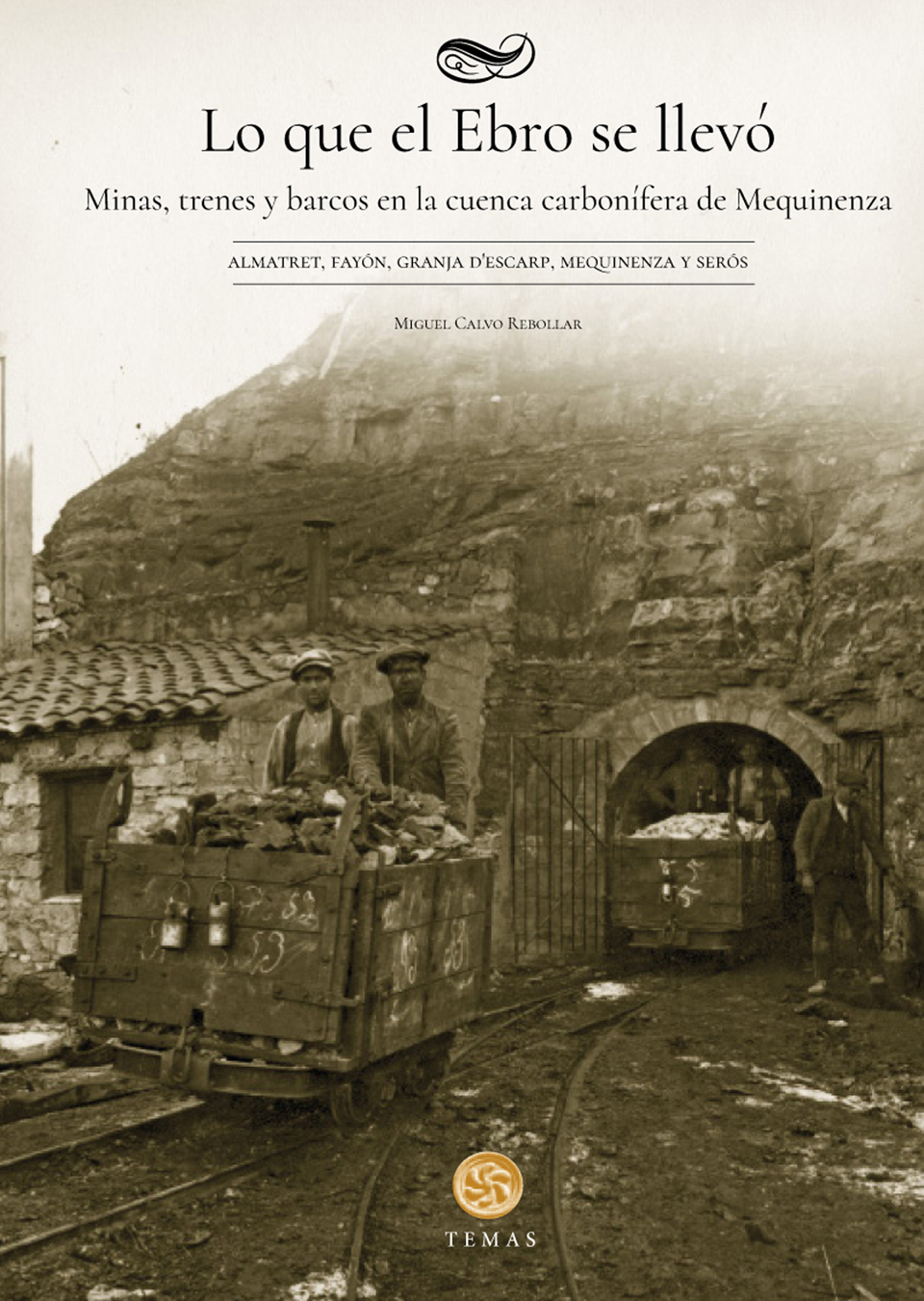
"Lo que el Ebro se llevó" de Miguel Calvo.